# Vidrafű
A vidrafű vagy hármaslevelű vidrafű (Menyanthes trifoliata) a fészkesvirágzatúak (Asterales) közé tartozó vidrafűfélék (Menyanthaceae) családján belül a Menyanthes nemzetség egyetlen faja; korábban a tárnicsfélék (Gentianaceae) családjába sorolták. Gyógynövény, Magyarországon azonban védett. További nevei: bolyhosvirág, keserű háromlevelű fű, keserű-háromlevelűfű, pároshere, vidraelecke, vízi elecke és a keserű lóhere, illetve keserűlóhere is; s habár nem áll rokonságban a lóherékkel (Trifolium), a belőle készített drog egyik latin neve (Trifolii fibrini folium) ez utóbbi nevével kapcsolatos.
A Menyanthes nemzetség további, ma már kihalt fajainak maradványait megtalálták harmad- és negyedidőszaki képződményekben.

## Előfordulása
Az északi félteke zsombékosaiban, láprétjeiben, égeresekben található meg, főleg sík vidékeken. Európa nagy részén előfordul, Ázsiában és Észak-Amerikában a kipusztulás szélén áll. Magyarországon többek közt a Gödöllői-dombságban és a Csombárdi-rét természetvédelmi területen él.

## Jellemzése

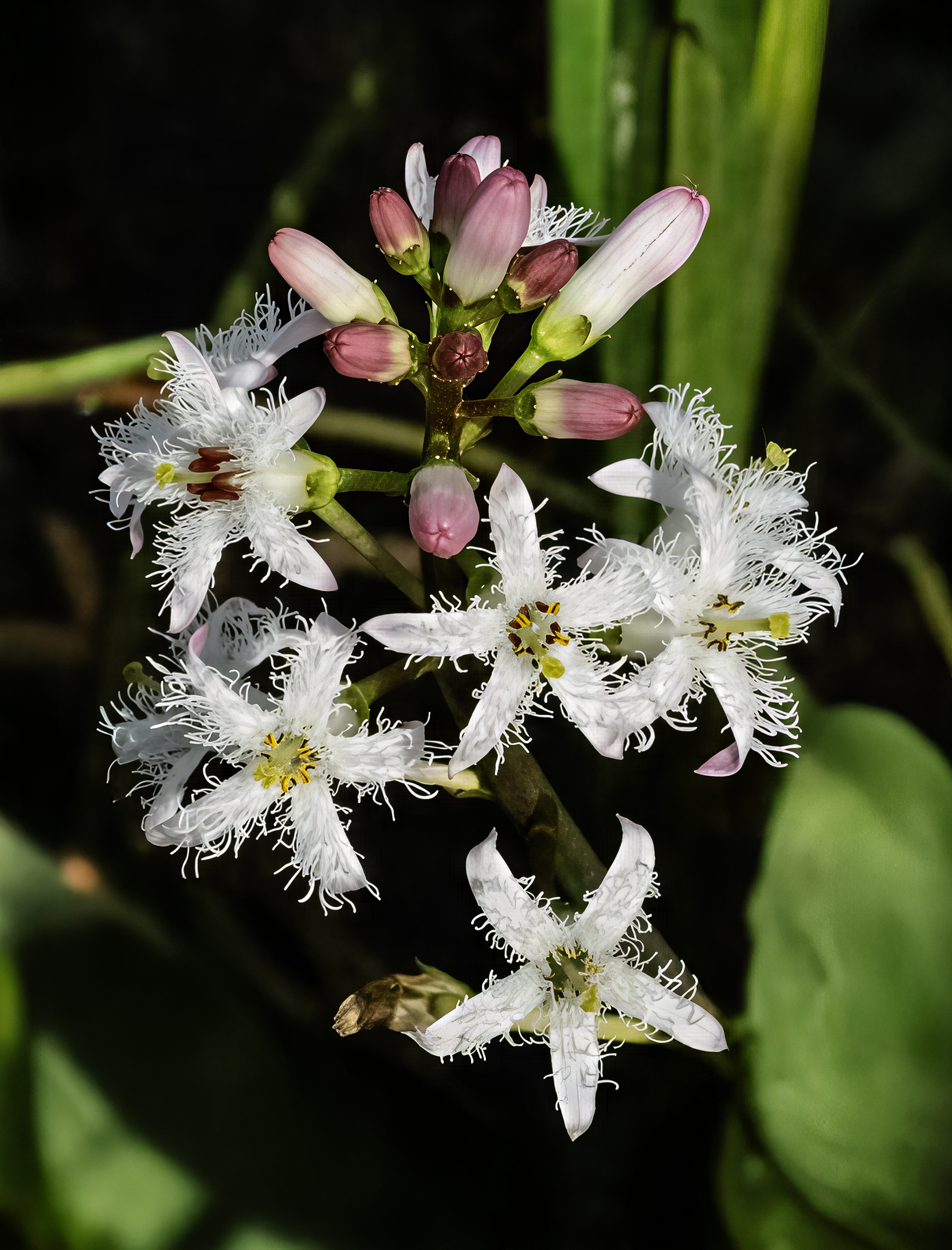
A vidrafű virágai

Lágy szárú, 10–30 centiméter magas, évelő vízinövény. Pionír faj. Az iszapban vízszintesen kúszó, mintegy ujjnyi vastag gyöktörzséből fejlődnek önálló kocsányokon a hosszú nyelű, hármasan összetett levelei, később pedig ugyancsak külön kocsányon a virágzat. A levélalapokat 5–10 cm hosszú, hártyás szélű hüvely jellemzi; az összetett levelek mindhárom levélkéje nyeletlen, kopasz, húsos, 3–10 cm hosszú, elliptikus, hullámos élű, erezetük élrefutó szárnyas. A növény Magyarországon április-május környékén virágzik. Laza fürtben csoportosuló virágainak sziromlevelei fehér, piros vagy lila színűek, cimpákra tagolódnak, jellegzetesen fehér rojtosak. Borsó nagyságú tokterméseiben sok mag fejlődik.

## Felhasználása

### Gyógynövény
Hármasan összetett leveleit (legfeljebb 3 cm hosszú kocsánnyal) gyűjtik drognak (vidrafűlevél, Trifolii fibrini folium vagy Menyanthidis trifoliatae folium). A száradás során 6 kg-nyi frissen szedett levélből lesz 1 kg száraz levél.
A drog szagtalan, íze keserű. Hatóanyagai keserű szekoiridoid-glikozidok (foliamentin és mentiafolin), keserű monoterpén alkaloidok (gencianin).
Más forrásban az olvasható, hogy a drog „1% meniantin keserű glikozidát, gencianin glikozidát, pektint, szaponint, 5% cseranyagot, 0,07% illóolajat, zsírosolajat, kolint, enzimet, viaszt, flobafént, fitoszterint, protokatekinsavat, meniantol aglikont” tartalmaz.
A vidrafűlevelet hagyományosan étvágygerjesztőnek és hízókúránál használják forrázat (tea) vagy kivonat formájában, gyomorkeserű-likőrök alkotóeleme. Fokozza a gyomornedv-elválasztást és a nyáltermelést, továbbá gátolja prosztaglandinok és a leukotrién B4 bioszintézisét és emiatt különleges gyulladásgátló hatása van. A népi gyógyászatban lázcsillapításra használják (ezt azonban a hatóanyagok nem magyarázzák). A homeopátia lázrohamok, fej- és izomfájdalom esetén alkalmazza. Többféle gyógykészítmény alkotóeleme.
A vidrafűlevélnek előírás szerint alkalmazva nincs ismert káros mellékhatása. Keserű íze megakadályozza túlzott fogyasztását, ami hányást okozhat. Napi adagja maximum 1 g.

### Fűszernövény
Ugyancsak levelét használták korábban sör ízesítésére.